# 天主教易县宗座监牧区
天主教易县监牧区（拉丁語：Apostolica Praefectura Yihsienensis）是天主教在中国河北省设立的一个宗座监牧区。

## 歷史
1929年5月25日，罗马教廷从北京代牧区和保定代牧区分设易县自治区，委托给意大利印五伤司铎会管理。主教座堂设于易县梁格庄天主堂。1935年12月9日，罗马教廷将其升格为宗座监牧区。1949年，有教堂6座，神父13人，教友6375人。

## 主教
- 马迪懦（Fr. Tarcisio Martina, C.S.S.），1929年任主教，1951年被捕，1954年被驱逐出境，1961年去世。
- 周善夫（周尚傅，方濟），1981年－1989年1月4日
- 刘冠东（伯多祿）： 1919年6月19日生，1945年6月29日晋铎；1982年7月25日晋牧；1989年，任中国大陆主教团执行主席。2013年10月28日逝世。
- 刘书和（保禄）：1982年5月18日晋牧，1993年5月2日去世。
- 师恩祥（高斯瑪）：1982年晋牧，2015年去世。